# Marmagne (rivière)
Pour les articles homonymes, voir Marmagne.
La Marmagne est un cours d'eau français traversant le département du Loiret (région Centre-Val de Loire) et la région naturelle du val de Loire.
C'est un affluent du Dhuy et donc un sous-affluent de la Loire par ce dernier et le Loiret.

## Géographie
La Marmagne est un cours d'eau mesurant 14,7 km, sa largeur varie entre 1,5 et 2,5 m et sa pente de 0,05 % et traverse quatre communes du Loiret.
Le cours d'eau prend sa source au lieu-dit « Marmin », sur le territoire de la commune d'Ouvrouer-les-Champs, à environ 600 m de la rive gauche de la Loire. Il coupe l'itinéraire du sentier de randonnée de pays dit de La Vallée des rois environ
350 m après sa source, puis celui de la route départementale 107 au lieu-dit « Le Chapitre ».
Il entre sur le territoire de la commune de Férolles à proximité du lieu-dit « Le Reuilly » à 104 m d'altitude. Il traverse le lieu-dit « Le Marchais de Boynes » avant de pénétrer, à 103 m d'altitude sur le territoire de la commune de Jargeau à hauteur du lieu-dit « La Chênat ». Il retrouve le territoire de Férolles peu avant le lieu-dit Babille. Le cours d'eau longe alors le sud du bourg de Férolles avant de traverser la route départementale 921. Il entre sur le territoire de la commune de Sandillon au lieu-dit « Rebonty » à 100 m d'altitude puis conflue avec le Dhuy à proximité du lieu-dit « Le Gué ».
Il s'agit d'un cours d'eau de deuxième catégorie piscicole , son débit est temporaire, il est en effet à sec environ trois mois de l'année.

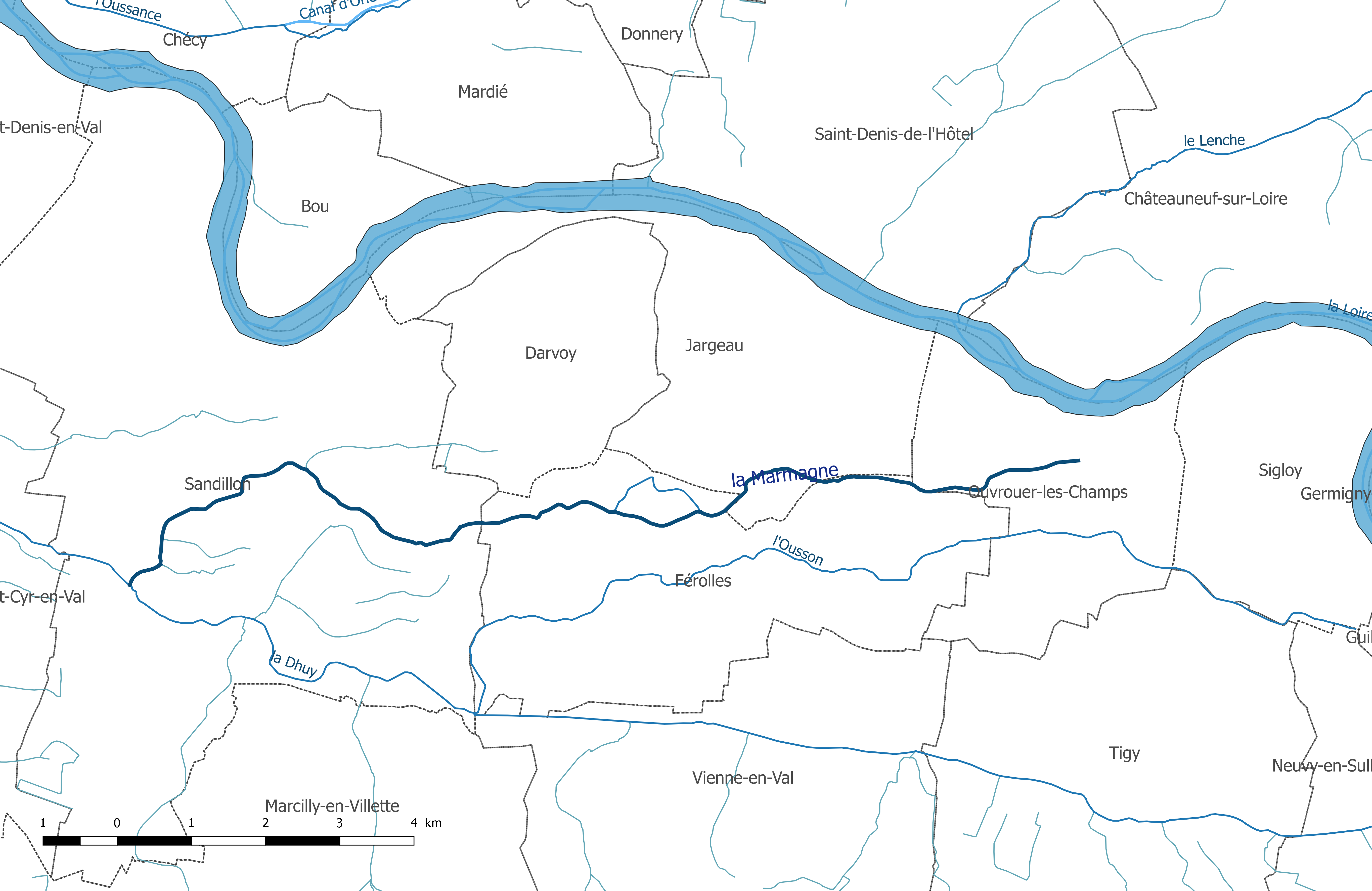
Cours d'eau la Marmagne.

## Hydrologie
La Marmagne est une résurgence de la Loire, elle dépend donc essentiellement de son niveau. La Loire définit le débit du ruisseau ; on peut notamment remarquer qu'en période d'étiage de la Loire, le ruisseau est à sec.
La Marmagne est parsemé d'étangs qui constituent autant de réserves d'eau. Les deux principaux sont situés sur le territoire de la commune de Sandillon : l'étang d'Allou, d'une superficie d'environ 2,6 ha et l'étang de la Verdoin de 1,8 ha. Tous deux ont été créés à des fins de drainage des sols. L'étang d'Allou est en eau toute l'année, avec un niveau maximum fluctuant entre 3 m l'hiver et 2 m l'été. L'étang de la Verdoin est sec l'été du fait de sa faible profondeur, 1,50 m au maximum, et d'un envasement prononcé. Plus en amont, de petits étangs communiquent avec le ruisseau notamment les étangs de Babille et de l'Orme, tous deux situés à Férolles. En outre l'on peut noter la présence de mares à Sandillon au lieu-dit de Bardy n'ayant pas de contact direct avec le ruisseau.

## Gouvernance

### Échelle du bassin
En France, la gestion de l’eau, soumise à une législation nationale et à des directives européennes, se décline par bassin hydrographique, au nombre de sept en France métropolitaine, échelle cohérente écologiquement et adaptée à une gestion des ressources en eau. La Marmagne est sur le territoire du bassin Loire-Bretagne et l'organisme de gestion à l'échelle du bassin est l'agence de l'eau Loire-Bretagne.

### Échelle locale
En 2017, la Marmagne était gérée au niveau local par le syndicat intercommunal du Bassin du Loiret.

#### SAGE Val Dhuy - Loiret

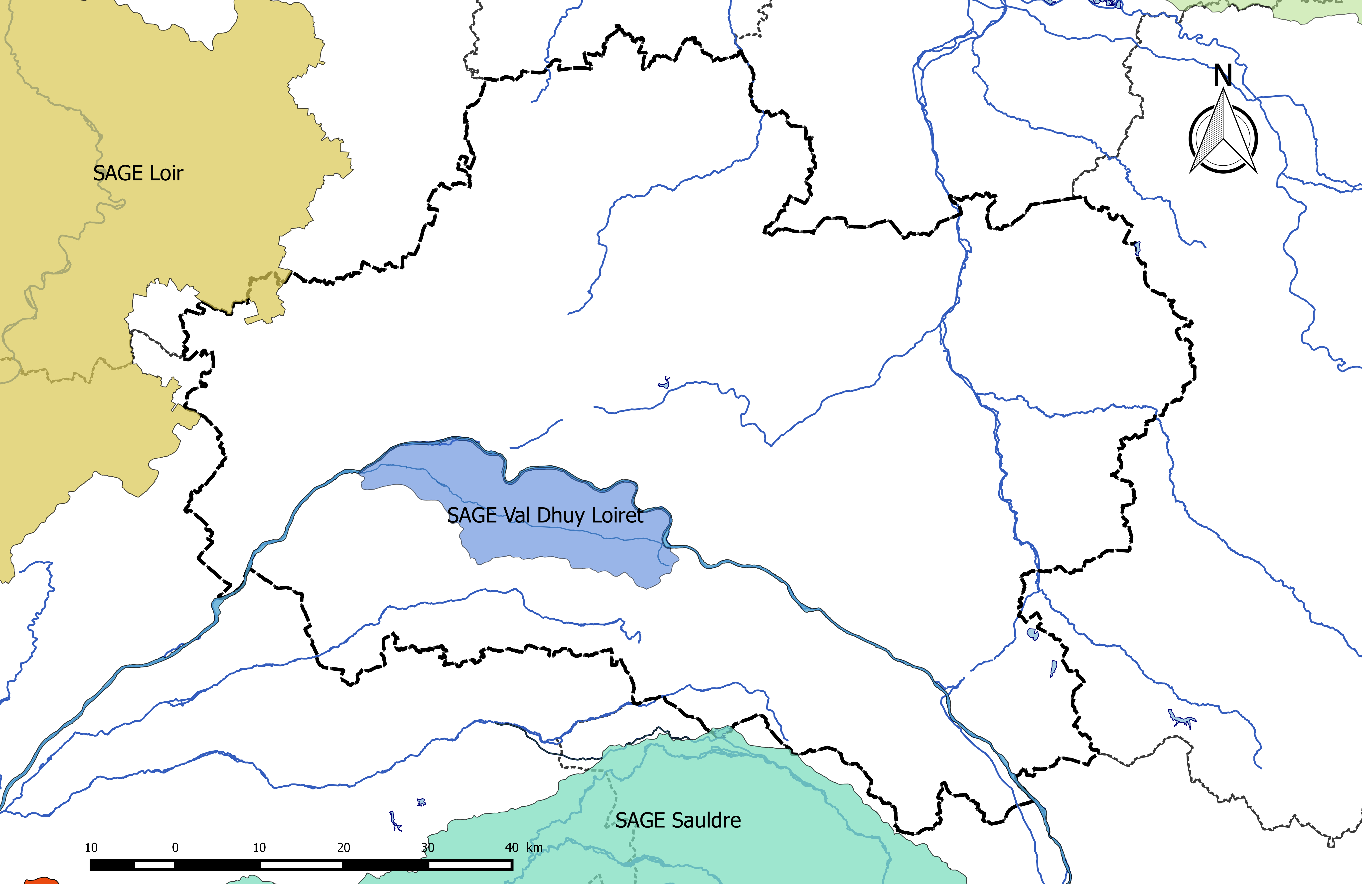
Carte des SAGE concernant le Loiret.

Le schéma d'aménagement et de gestion des eaux (SAGE) est un outil de planification au périmètre plus restreint que le schéma directeur d'aménagement et de gestion des eaux (Sdage). Il est fondé sur une unité de territoire où s’imposent une solidarité physique et humaine (bassins versants, nappes souterraines, estuaires, …). Il fixe les objectifs généraux, les règles, les actions et moyens à mettre en oeuvre pour gérer la ressource en eau et concilier tous ses usages. Le SAGE est élaboré par une commission locale de l’eau (C.L.E.) composée d’élus, d’usagers et de représentants de l’Etat. Il doit être approuvé par le Préfet après avis du comité de bassin pour devenir opposable aux décisions publiques. Les SAGE doivent être compatibles avec les orientations du SDAGE en application sur leur territoire. Le SAGE Val Dhuy - Loiret est un des quatre SAGE concernant le département du Loiret. Il couvre une partie du val d'Orléans et concerne les cours d'eau de l'Ousson, de la Marmagne et du Dhuy.
| Nom du SAGE       | Phase        | Périmètre fixé le | Création CLE    | Approuvé le      | Superficie | Nb communes du Loiret |
| ----------------- | ------------ | ----------------- | --------------- | ---------------- | ---------- | --------------------- |
| Val Dhuy - Loiret | Mis en œuvre | 14 janvier 1999   | 26 octobre 1999 | 15 décembre 2011 | 331 km2    | 21                    |